# Satel Film
Die Satel Film GmbH ist eine österreichische Filmproduktionsgesellschaft mit Sitz in Wien. Neben der Produktion von Kino- und Fernsehspielfilmen produziert das Unternehmen auch Dokumentarfilme, Fernsehserien und Werbefilme.
Zu den bekanntesten Produktionen der Satel Film gehören unter anderem Kottan ermittelt, die Langzeitserie Schlosshotel Orth, die Andreas-Hofer-Biografie Andreas Hofer – Die Freiheit des Adlers, der Politthriller Opernball, die Fernsehfilme Heilerin I und Heilerin II sowie die Krimiserie SOKO Donau, die in Deutschland unter dem Titel SOKO Wien ausgestrahlt wird.

## Geschichte
Die Satel Film wurde 1971 vom vormaligen Sascha-Ufa-Werbefilm-Gesellschafter Michael Wolkenstein, dem Elektronikkonzern Philips-Polygram sowie dem Creditanstalt-Bankverein gegründet. Bis 1999 war Philips-Polygram Hauptgesellschafter der Satel Film. Als Philips sich 1999 aus dem Filmgeschäft grundsätzlich zurückzog, übernahm die deutsche Bavaria-Film diese Anteile, die mit rund 65 % fast zwei Drittel am Unternehmen ausmachen.
Satel-Mitbegründer Michael Wolkenstein leitete 35 Jahre lang die Firma und übergab 2006 die Geschäftsführung an seinen Sohn Oswald Wolkenstein, der sich aber schon wenig später zurückzog und seither die Comtel-Film leitet. Seit 1. Jänner 2007 ist Heinrich Ambrosch geschäftsführender Gesellschafter der Satel Film.
Tochtergesellschaften der Satel sind die Almaro Film- und TV-Produktions- und Vertriebs GmbH, Arabella Film-, Musik- und Buch Verlag GesmbH und ACT-Media TV-Produktionsservice GmbH.
Fernsehauftragsproduktionen führte die Satel Film für zahlreiche europäische Fernsehsender durch, zum Beispiel ARD, ZDF, ARTE, Arts & Entertainment, BR, CBS, France 2, France 3, Granada TV, KRO, Mediaset MTV, NDR, ORF, PRO7, Rai Uno, Rai Due, Sat.1, SWF, WDR, Yorkshire TV.
Die Satel Film ist Mitglied des Verbandes der Österreichischen Filmproduzenten – AAFP, in dem Heinrich Ambrosch zum Vorstand zählt.

## Filmografie
Folgend eine Auswahl von Spiel- und Dokumentarfilmproduktionen der Satel Film:

### Kinofilme
- 1979: Kassbach
- 1981: Den Tüchtigen gehört die Welt
- 1987: Achtunddreißig
- 1989: Die Skorpionfrau
- 1995: Hotel Savoy
- 2001: Taking Sides – Der Fall Furtwängler (Taking Sides)
- 2003: Handbikemovie

### Fernsehfilme
- 1998: Opernball
- 1998: Krambambuli
- 2000: Sophie: Sissis kleine Schwester
- 2002: Andreas Hofer – Die Freiheit des Adlers
- 2003: Paradies in den Bergen
- 2004: Der Todestunnel – Nur die Wahrheit zählt
- 2004: Die Heilerin
- 2006: Lilly Schönauer – Umweg ins Glück
- seit 2016: Die Toten von Salzburg (Fernsehreihe)
- 2019: Brecht
- 2019: Wiener Blut
- 2021: Im Netz der Camorra
- 2022: Der Gejagte – Im Netz der Camorra
- 2023: Der Metzger traut sich
- 2024: Der Metzger – Mordstheater

Fernsehserien
- 1971–:Tatort (ORF)
- 1976–1983: Kottan ermittelt
- 1984–1985: Der Sonne entgegen
- 1990/1993: Die Piefke-Saga
- 1992–1993: Die Leute von St.Benedikt
- 1994: Radetzkymarsch
- 1994–1995: Iris & Violetta
- 1996–2004: Schlosshotel Orth
- 2005: 8 × 45 (Rauhnacht)
- 2005–: SOKO Donau
- 2006: Lilly Schönauer (Folgen: Die Stimme des Herzens, Liebe hat Flügel, Liebe gut eingefädelt)
- 2007: Mitten im 8en
- 2011: Das Glück dieser Erde (ARD/ORF – Gemeinschaftsproduktion)